# Black Jack (Missouri)
Black Jack é uma cidade localizada no estado americano do Missouri, no Condado de St. Louis.

## Demografia
Segundo o censo americano de 2000, a sua população era de 6792 habitantes. 
Em 2006, foi estimada uma população de 6904, um aumento de 112 (1.6%).

## Geografia
De acordo com o United States Census Bureau tem uma área de 6,9 km², dos quais 6,9 km² cobertos por terra e 0,0 km² cobertos por água.

## Localidades na vizinhança
O diagrama seguinte representa as localidades num raio de 8 km ao redor de Black Jack. 